# ContiTech

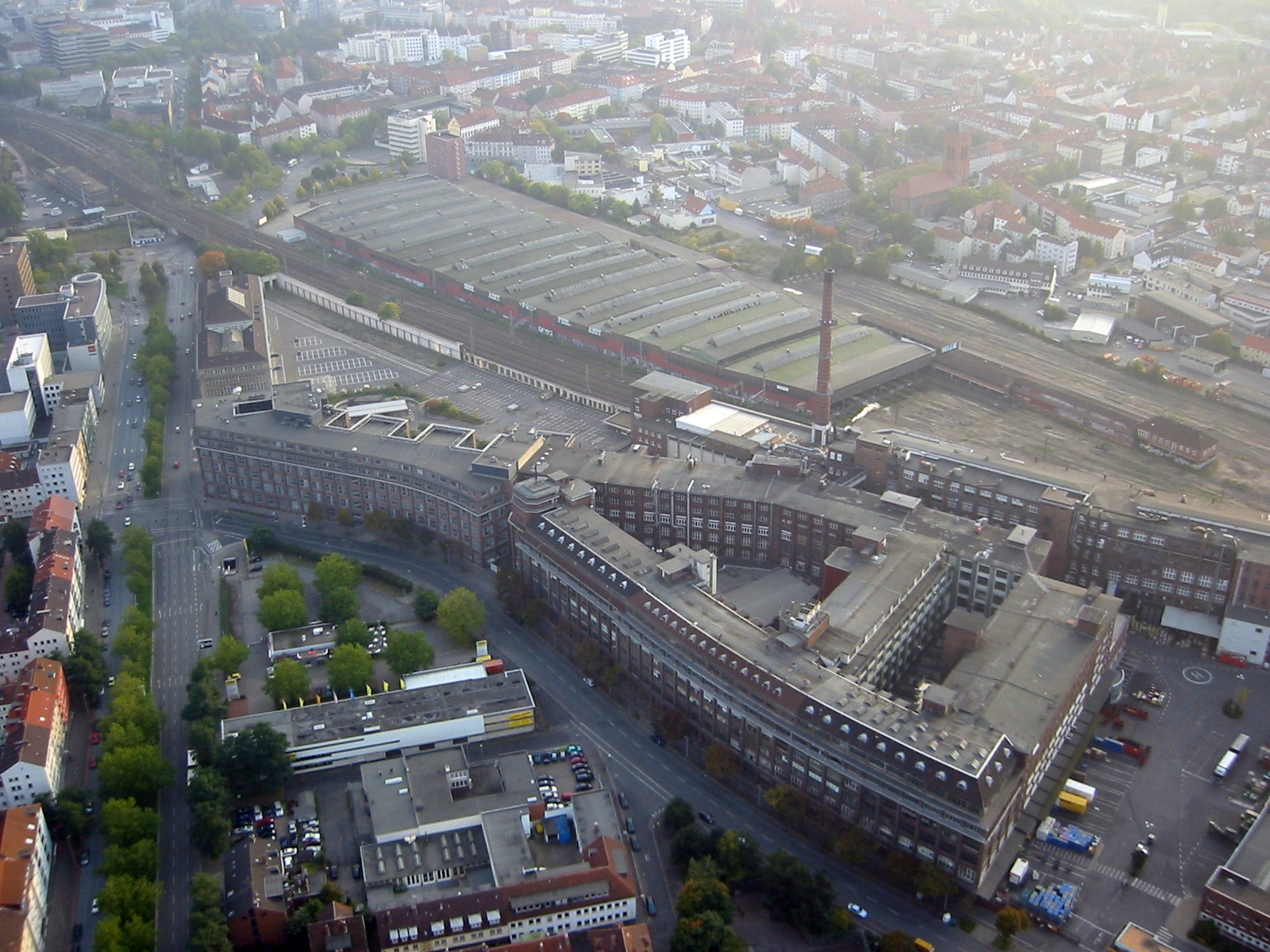
Continental Hauptverwaltung

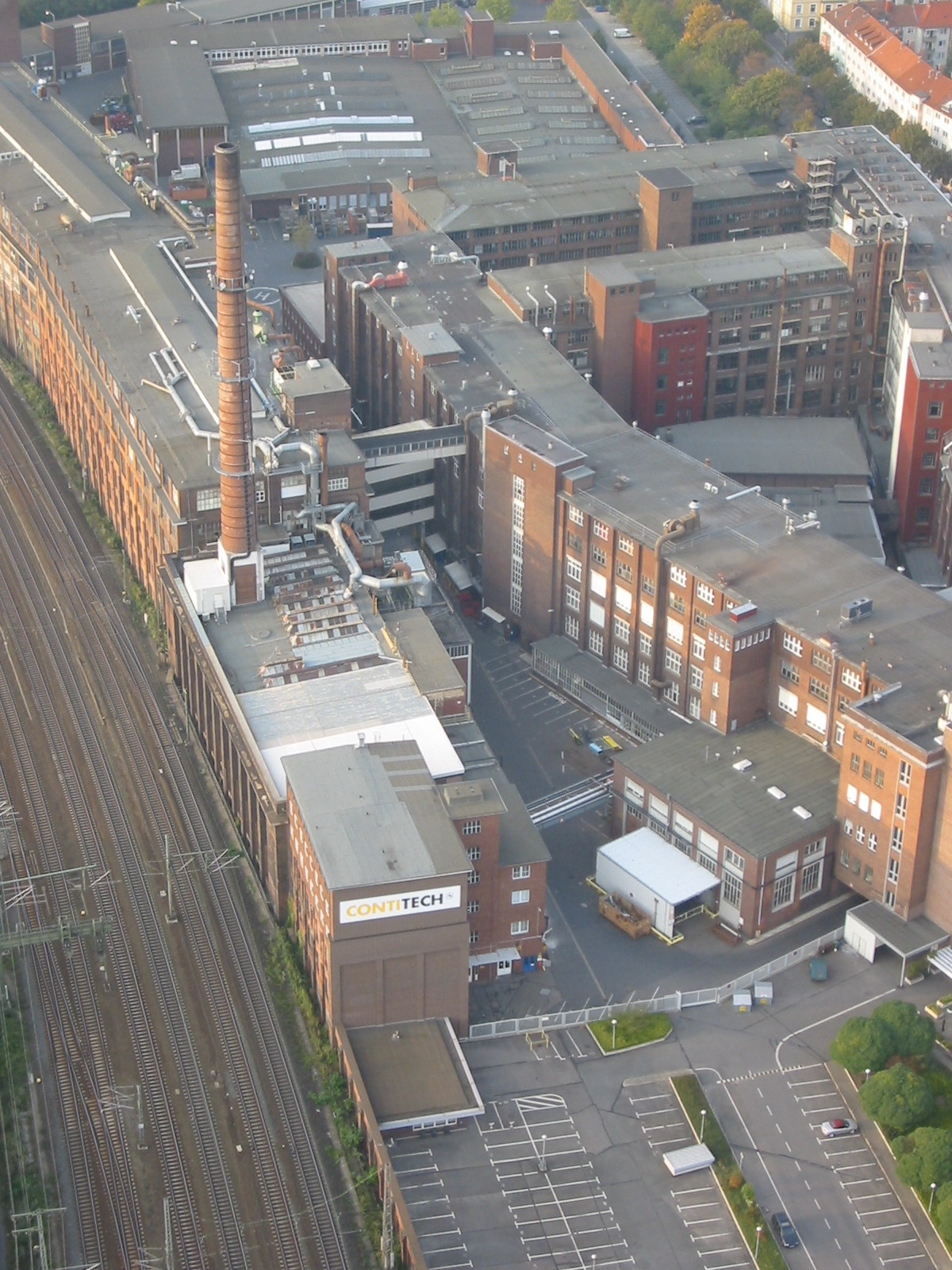
ContiTech Vahrenwalder Straße

Die Contitech AG (Eigenschreibweise: ContiTech AG) ist ein Hersteller von Kautschuk- und Kunststoffprodukten außerhalb der Reifenindustrie mit Sitz in Hannover.
Das Unternehmen ist eine Tochtergesellschaft der Continental AG. In der Außendarstellung tritt die ContiTech AG als Continental Industry auf. Das Unternehmen ist in 40 Ländern aktiv.

## Struktur
Zur ContiTech AG gehören sechs Geschäftsfelder:
- Advanced Dynamics Solutions (Luftfedersysteme, Schwingungs- und Dichtungstechnik)
- Conveying Solutions (Fördergurttechnologie)
- Industrial Fluid Solutions (Schläuche und Leitungen für industrielle Anwendungen)
- Mobile Fluid Systems (Schläuche und Schlauchleitungssysteme für Automobile, Nutzfahrzeuge und mobile Maschinen)
- Power Transmission Group (Antriebssysteme)
- Surface Solutions (Flächenmaterialien, technische Stoffe, Membranen und Drucktücher)

## Marineschlauch-Kartell
Das Marineschlauch-Kartell bestand von 1986 bis 2007. Die Europäische Kommission verhängte eine Gesamtgeldbuße von 131,5 Mio. Euro. Das zur Continental gehörende Tochterunternehmen Dunlop Oil & Marine Ltd. mit Sitz im mittelenglischen Grimsby war Teil des Kartells und musste eine Geldbuße von 18 Mio. Euro bezahlen. Die Kartellbeteiligung wurde von der Continental AG an ContiTech „vererbt“. Dunlop Oil & Marine Ltd. gilt heute als Technologieführer für Schläuche für die Öl- und Gasindustrie, insbesondere bei Tiefseeschläuchen und schwimmenden Schläuchen.

## Vorgeschichte
Die Continental-Caoutchouc- und Gutta-Percha Compagnie, die heutige Continental AG, wurde in Hannover gegründet und begann mit der Produktion von technischen Gummiwaren und medizinischen Artikeln. Hauptsächlich wurden Fahrradluftreifen und die Gummi-Wärmflasche produziert. Im Jahr 1988 wurde die Marke ContiTech für technische Produkte eingeführt.

### 1991–2000
Im Jahr 1991 wurde der Continental-Konzernbereich „Technische Produkte“ unter der Marke ContiTech ausgegliedert. Benecke-Kaliko wurde 1993 in die Continental-Division ContiTech integriert. Produktionsschwerpunkte sind Kunstleder und Folien.

### 2001–2010
ContiTech übernahm 2004 die Mehrheit eines chinesischen Herstellers von Klima- und Servolenkungsschlauchleitungen und geht ein Joint Venture zur Luftfederproduktion mit dem koreanischen Unternehmen Dae Won Kang Up ein. In Rumänien entstand ein Werk für Antriebssysteme für Klimaleitungen, in der Türkei eine Fabrik für Luftfedersysteme. Das Joint Venture Benecke Changshun Auto Trim eröffnete im chinesischen Zhangjiagang ein Werk für Kfz-Oberflächenmaterialien.
Seit 2004 firmiert die bisherige ContiTech Holding GmbH als ContiTech AG. Im selben Jahr übernimmt sie die Phoenix AG.
Im Jahr 2007 erwarb ContiTech den britischen Schlauchproduzenten Thermopol mit Standorten in Großbritannien, USA, Rumänien und Korea, außerdem den dänischen Antriebsriemenhersteller Roulunds mit Standorten in Europa und Asien, sowie das serbische Transportbandunternehmen Univerzal Kolubara und ein Fördergurtwerk von Metso Minerals in Moers. Im mexikanischen San Luis Potosí eröffneten ein Motorlagerwerk und ein Werk für Oberflächenmaterialien. Im brasilianischen Ponta Grossa entsteht eine Fertigung für Textil- und Stahlseilfördergurte und im chinesischen Changshu ein Werk für Schläuche, Leitungen, Schwingungstechnik und Luftfedern.
Im selben Jahr wurden ContiTech-Aktien erstmals an den Börsen in Hamburg und Hannover gehandelt.

### 2011–2020
Das Unternehmen übernahm das Fördergurtgeschäft der Tianjin Xinbinhai Conveyor Belt Co. Ltd. im chinesischen Tianjin, die australische Handelsgesellschaft M.I.R.S. in Perth, den britischen Steilfördergurthersteller Specialised Belting Supplies in Thetford, den Fördergurthersteller Legg Company Inc. in Halstead, Kansas, und die Industriefördergurtsparte der finnischen Metso Corporation, sowie das Geschäft mit Bremsenformteilen von Freudenberg Sealing Technologies mit drei Standorten in Deutschland, Frankreich und Mexiko. Zudem erwarb ContiTech das Klimaleitungsgeschäft von Parker Hannifin mit Werken in den USA, Mexiko, Tschechien und Südkorea.
ContiTech eröffnete eine neue Mischerei im ungarischen Nyíregyháza, ein Forschungs- und Entwicklungszentrum für Lagerungs- und Schwingungstechnik in Changshu, China, ein Schlauchleitungswerk im serbischen Subotica, ein Werk für Klima- und Servoleitungen im russischen Kaluga und baute eine Schlauchfabrik für die Erdölförderung und Gasgewinnung im brasilianischen Macae. Das Unternehmen stärkte seine Kunststoffkompetenz durch den Kauf der Inotec Innovative Technologie GmbH in Kohren-Sahlis und Präzisionstechnik Geithain GmbH in Geithain, eröffnete ein Klimaleitungswerk im chinesischen Hangzhou und gründete ein Joint Venture mit dem chinesischen Partnerunternehmen Jiangsu Changshun Group Co. Ltd. zum Bau eines zweiten chinesischen Werks für Kfz-Oberflächenmaterialien in Changzhou.
Im Jahr 2015 kaufte ContiTech den amerikanischen Konkurrenten Veyance. Das Unternehmen aus Ohio ergänzte ContiTech in bislang unterrepräsentierten Märkten (z. B. USA und Südamerika). Außerdem übernahm ContiTech zwei Werke für Oberflächenmaterialien der belgischen Mecaseat Gruppe im spanischen Pamplona und im polnischen Wagrowiec.
Im Jahr 2016 übernahm ContiTech den australischen Schienenverkehrsspezialisten Vulcanite. Das Unternehmen mit 60 Mitarbeitern und zwei Produktionsstätten am Hauptsitz in Sydney sowie in Malaysia entwickelt, designt und produziert Komponenten für die Schwingungsisolierung mechanisch erzeugter Vibrationen. Im Jahr 2017 übernahm der zu ContiTech gehörende Oberflächenspezialist Benecke-Kaliko die Hornschuch-Gruppe mit Hauptsitz in Weißbach, Deutschland. Die beiden Unternehmen treten nun gemeinsam unter der Marke Continental auf und bilden heute gemeinsam den Geschäftsbereich Surface Solutions. Im chinesischen Changshu eröffnete ContiTech 2017 seine erste Produktionsstätte für Elastomer-Beschichtungen außerhalb Deutschlands.
Im selben Jahr kaufte ContiTech das südafrikanische Technikunternehmen Advanced Imaging Technologies und das Unternehmen Custom Machining Services in Valparaiso, Indiana/USA.
Im Jahr 2018 eröffnete ContiTech ein neues Werk im chinesischen Changshu und produziert dort 3D-blasgeformte Schlauchleitungen, die in Hochleistungs-Turboladern in der Automobilindustrie eingesetzt werden. Außerdem begann in Changshu der Bau einer Schaumfabrik für Automobilinnenräume. Im chinesischen Qingdao zog ContiTech in den Qingdao Sino-German Ecopark um und produziert dort Schlauchprodukte und mobile Fluidsysteme für Pkw und Nutzfahrzeuge. Im indischen Pune begann der Bau eines Werks zur Herstellung von Oberflächenmaterialien für den Automobilinnenraum.
Im Jahr 2019 übernahm ContiTech das ‚Anti-Vibration Systems‘-Geschäft von Cooper Standard mit Sitz in Novi im US-Bundesstaat Michigan. Die Einheit unterhielt fünf Standorte in Kanada, Frankreich, Indien und den USA, und beschäftigt rund 1.000 Mitarbeiter.
Im Jahr 2020 baute ContiTech den Produktionsstandort Hamburg-Harburg zu einem Tech-Campus aus. Dazu gehören ein Weiterbildungsinstitut, ein Zentrum für Innovation und Digitalisierung und ein Kunststoffkompetenzzentrum, das Leitungssysteme für Elektrofahrzeuge entwickelt.

### Ab 2021
2020 wurde die JoinPlas GmbH gegründet, ein Joint Venture mit dem Systemlieferanten AFT Automotive. Das eigenständige Unternehmen plante, ab 2021 in Waltershausen Verbindungselemente aus Hochleistungskunststoffen zu produzieren.